# Universität Tuzla
Die Universität Tuzla ist eine staatliche Institution in der bosnischen Stadt Tuzla. Die Gründung geht zurück auf eine Fachschule für Bergbau (1958), diese wurde 1960 der Universität Sarajevo angegliedert und deren erste externe Fakultät. Im Laufe der Folgejahre wurden weitere Fakultäten angegliedert und 1976 die Institution selbständig.
Die Universität ist Mitglied im Netzwerk der Balkan-Universitäten (Albanien, Bosnien-Herzegowina, Bulgarien, Griechenland, Kosovo, Kroatien, Mazedonien, Moldawien, Montenegro, Rumänien, Serbien, Slowenien, Türkei). Die Universität besteht aus 11 Fakultäten und 3 Akademien, an welchen Studienprogramme für Bachelor- und Masterabschlüsse entsprechend der Bologna-Regeln angeboten werden.

## Fakultäten und Schulen
- Fakultät Recht
- Fakultät Erziehung und Rehabilitation
- Fakultät Ökonomie
- Fakultät Chemieingenieurwesen (Verfahrenstechnik) und Biotechnologie
- Fakultät Elektrotechnik
- Fakultät Maschinenbau
- Fakultät Medizin
- Fakultät Bergbau, Geologie Ingenieurwissenschaften
- Fakultät Naturwissenschaften und Mathematik
- Fakultät Philosophie
- Fakultät Pharmazie Website Pharmaziefakultät

- Medizin-Akademie (4 Jahre Regelstudienzeit)
- Schauspielakademie
- Wirtschaftsakademie